# Ośrodek Badawczo Rozwojowy Sprzętu Mechanicznego
Ośrodek Badawczo Rozwojowy Sprzętu Mechanicznego – polskie przedsiębiorstwo z siedzibą w Tarnowie działające w latach 1971–2012, zajmujące się opracowywaniem, rozwojem i produkcją broni, głównie artyleryjskich i artyleryjsko-rakietowych zestawów przeciwlotniczych bliskiego zasięgu.
2 lipca 2012 r. Ośrodek Badawczo-Rozwojowy Sprzętu Mechanicznego został przejęty przez Zakłady Mechaniczne „Tarnów” S.A.

## Historia
Ośrodek powstał w wyniku wydzielenia w 1971 roku z tarnowskich Zakładów Mechanicznych (ówcześnie przedsiębiorstwa państwowego) działu, którego zadaniem miało być prowadzenie prac nad modernizacją i rozwojem uzbrojenia przeciwlotniczego. Z biegiem czasu ośrodek badawczy poszerzył zakres prowadzonych prac. Na początku lat 70 XX wieku brał udział we wdrożeniu w Zakładach Mechanicznych produkcji licencyjnej armaty przeciwlotniczej ZU-23-2. Opracował morską armatę 23 mm ZU-23-2M Wróbel (prace adaptacyjne zestawu ZU-23-2 do wersji morskiej wykonano w Wojskowej Akademii Technicznej). W latach 80. opracowano i uruchomiono produkcję przeciwlotniczych zestawów artyleryjsko-rakietowych ZU-23-2MR Wróbel II oraz ZUR-23-2S "Jod". W kolejnej dekadzie w ofercie ośrodka pojawiły się opracowane na jego terenie 60 mm moździerze LM-60D i LM-60K. Ośrodek prowadzi również badania nad rozwojem systemów kierowania ogniem przeznaczonych dla zestawów przeciwlotniczych bliskiego zasięgu.
W nowym tysiącleciu ośrodek zajmuje się modernizacją istniejącego już uzbrojenia i prowadzi pracę nad zupełnie nowymi systemami, jednym z nich jest opracowany w ośrodku i wdrożony do produkcji przez Zakłady Mechaniczne karabin Tor i karabin Bor. W tarnowskim ośrodku powstało również zdalnie sterowane stanowisko strzeleckie "Kobuz" wykorzystane w lekkim czołgu Anders. 1 stycznia 2005 roku ośrodek został przekształcony w spółkę z ograniczoną odpowiedzialnością. Ośrodek Badawczo Rozwojowy współpracuje z wieloma instytucjami i firmami na terenie kraju i ze świata, między innymi z Wojskowym Instytutem Technicznym Uzbrojenia, Politechniką Warszawską, Wojskową Akademią Techniczną, macierzystymi Zakładami Mechanicznymi "Tarnów" SA, Oerlikon Contraves, SAGEM.

### Połączenie
2 lipca 2012 r. OBRSM sp. z o.o. połączył się z Zakładami Mechanicznymi „Tarnów” S.A. poprzez przejęcie majątku OBRSM przez Zakłady Mechaniczne „Tarnów”.